# Perovo (métro de Moscou)
Perovo (en russe : Перо́во et en anglais : Perovo) est une station de la ligne Kalininsko-Solntsevskaïa (ligne 8 jaune) du métro de Moscou, située sur le territoire du raïon de Perovo dans le district administratif est de Moscou.

## Situation sur le réseau
Établie en souterrain, à 9 mètres sous le niveau du sol, la station Perovo est située au point 117+35 de la ligne Kalininsko-Solntsevskaïa (ligne 8 jaune), entre les stations Novoguireïevo (en direction de Novokossino), et Chosse Entouziastov (en direction de Tretiakovskaïa).